# Hyles philippsi
Hyles philippsi är en fjärilsart som beskrevs av Bandermann. 1929. Hyles philippsi ingår i släktet Hyles och familjen svärmare. Inga underarter finns listade i Catalogue of Life.